# Ordre de l'Éléphant
Ne doit pas être confondu avec l'ordre de l'Éléphant blanc, ordre thaïlandais.
Pour les articles homonymes, voir Éléphant (homonymie).
L’ordre de l’Éléphant (en danois : Elefantordenen) est un ordre de chevalerie danois.

## Histoire
Une première version de cet ordre a été créée par Christian Ier de Danemark vers 1460. Le royaume du Danemark étant catholique à cette époque, l'insigne représentait la Vierge Marie et l'Enfant Jésus portés par des éléphants. L'ordre disparut en 1536, après la réforme protestante. En 1580, le roi Frédéric II réinstaura l'ordre, avec comme insigne un éléphant portant une tour, l'éléphant symbolisant la chasteté et la pureté (kyskhed og renhed). En 1693, le roi Christian V publia les statuts de l'ordre, toujours en vigueur au XXIe siècle. Ce texte ne précisait pas si les femmes pouvaient recevoir l'ordre de l'Éléphant. En 1958, un arrêté royal clarifie ce point en établissant que les femmes sont aussi éligibles.
L'insigne, en émail blanc, est suspendu à un collier d’or ou à un ruban bleu moiré passé de l’épaule gauche au côté droit. 
L'ordre de l'Éléphant jouit d'un très grand prestige dans les pays scandinaves. Il comporte une seule classe, celle de « chevalier », au contraire, par exemple, de l'ordre de la Légion d’honneur, qui est plutôt comparable à l’ordre de Dannebrog (à 4 classes).
Colliers et insignes doivent être rendus à l'ordre à la mort du récipiendaire, en application des statuts (mais des exceptions existent comme l'insigne du roi Louis XVIII exposé au Louvre).
Les statuts de 1693 des ordres de l'Éléphant et de Dannebrog prévoient que les chevaliers doivent fournir une plaque à leurs armes et devise pour la chapelle des ordres royaux de chevalerie au château de Frederiksborg, tradition qui se perpétue jusqu'à nos jours. Le Danemark, le Royaume-Uni et la Suède sont les trois seuls pays où les armoiries des chevaliers sont exposées dans une chapelle dédiée.

## Attributions
Depuis le XIXe siècle, cet ordre est décerné exclusivement aux princes de sang royaux (danois et étrangers) et aux chefs d'État étrangers. Napoléon Ier reçut cet ordre en 1808 de la part de Frédéric VI. Louis XVIII reçut aussi cet ordre du même souverain en 1818. D'autres reçurent cet ordre comme le duc Decazes, Charles X et Talleyrand.
Au XXe siècle et XXIe siècle, seuls quatre Danois ont été admis dans cet ordre pour les éminents services rendus à la Nation :
- Vilhelm Thomsen, linguiste (1912),
- Hans Niels Andersen (en), armateur (1919),
- Niels Bohr, physicien (1947),
- Mærsk Mc-Kinney Møller, armateur (2000).

### Source
Cet article comprend des extraits du Dictionnaire Bouillet. Il est possible de supprimer cette indication, si le texte reflète le savoir actuel sur ce thème, si les sources sont citées, s'il satisfait aux exigences linguistiques actuelles et s'il ne contient pas de propos qui vont à l'encontre des règles de neutralité de Wikipédia.